# Terebriporidae
Terebriporidae is een familie van mosdiertjes (Bryozoa) uit de orde van de Ctenostomatida.  De wetenschappelijke naam ervan werd in 1847 voor het eerst geldig gepubliceerd door Alcide d'Orbigny.

## Geslachten
- Cookobryozoon Pohowsky, 1978  †
- Terebripora d'Orbigny, 1847